# هلموت فادر
هلموت فادر (انگلیسی: Helmut Faeder; ۳ ژوئیهٔ ۱۹۳۵ – ۳ اوت ۲۰۱۴) بازیکن فوتبال اهل آلمان بود.
از باشگاه‌هایی که در آن بازی کرده‌است می‌توان به باشگاه فوتبال هرتابرلین اشاره کرد.
وی همچنین در تیم ملی فوتبال آلمان بازی کرده‌است.